# The End of the Dream/Rouge
"The End of the Dream/Rouge" é o décimo sexto single da banda de rock japonesa Luna Sea, lançado em 12 de dezembro de 2012. É o primeiro single de duplo lado-A da banda e o primeiro após retornar a Universal Music Group. Chegou a sexta posição na Oricon Singles Chart e a sétima na Billboard Japan Hot 100.

## Visão geral
"Rouge" foi originalmente composta por Sugizo. Porém, J alterou levemente o ritmo, perguntando: "posso brincar um pouco com o ritmo?", segundo Shinya.
Foram criados videoclipes para ambas as canções, os primeiros do Luna Sea desde o videoclipe de "Love Song", doze anos antes. Filmados em um estúdio próximo a Tóquio, "Rouge" foi filmado inteiramente em um iPad.
O single foi lançado em quatro edições, cada uma com uma capa de cor diferente; uma regular, uma edição limitada com um DVD do vídeo de "The End of the Dream", uma edição limitada com um DVD do vídeo de "Rouge" (listado como "Rouge/The End of the Dream") e outra edição limitada com dois SHM-CDs, cada um contendo uma das faixas, e um disco Blu-ray com os dois vídeos.

## Faixas
| N.º            | Título                 | Música         | Duração |  |
| 1.             | "The End of the Dream" | J              | 4:00    |  |
| 2.             | "Rouge"                | Sugizo         | 4:30    |  |
| Duração total: | Duração total:         | Duração total: | 8:31    |  |

## Ficha técnica
Luna Sea
- Ryuichi - vocais
- Sugizo - guitarra
- Inoran - guitarra
- J - baixo
- Shinya Yamada - bateria

## Desempenho nas paradas
| Parada (2013)           | Posição de pico |
| ----------------------- | --------------- |
| Oricon Singles Chart    | #6              |
| Billboard Japan Hot 100 | #7              |